# 索尼Xperia GX
Sony Xperia GX是日本電子公司Sony於2012年發佈的日系手機，即只在日本發售的手機，國際版本為Xperia TX。其於2012年5月發表，將於2012年7月推出。

## 顏色
顏色包括：
黑色，白色。

## 外部連結
- Xperia™ GX - 索尼官方網站 （页面存档备份，存于） 日文